# The Midnight Girl (film, 1925)

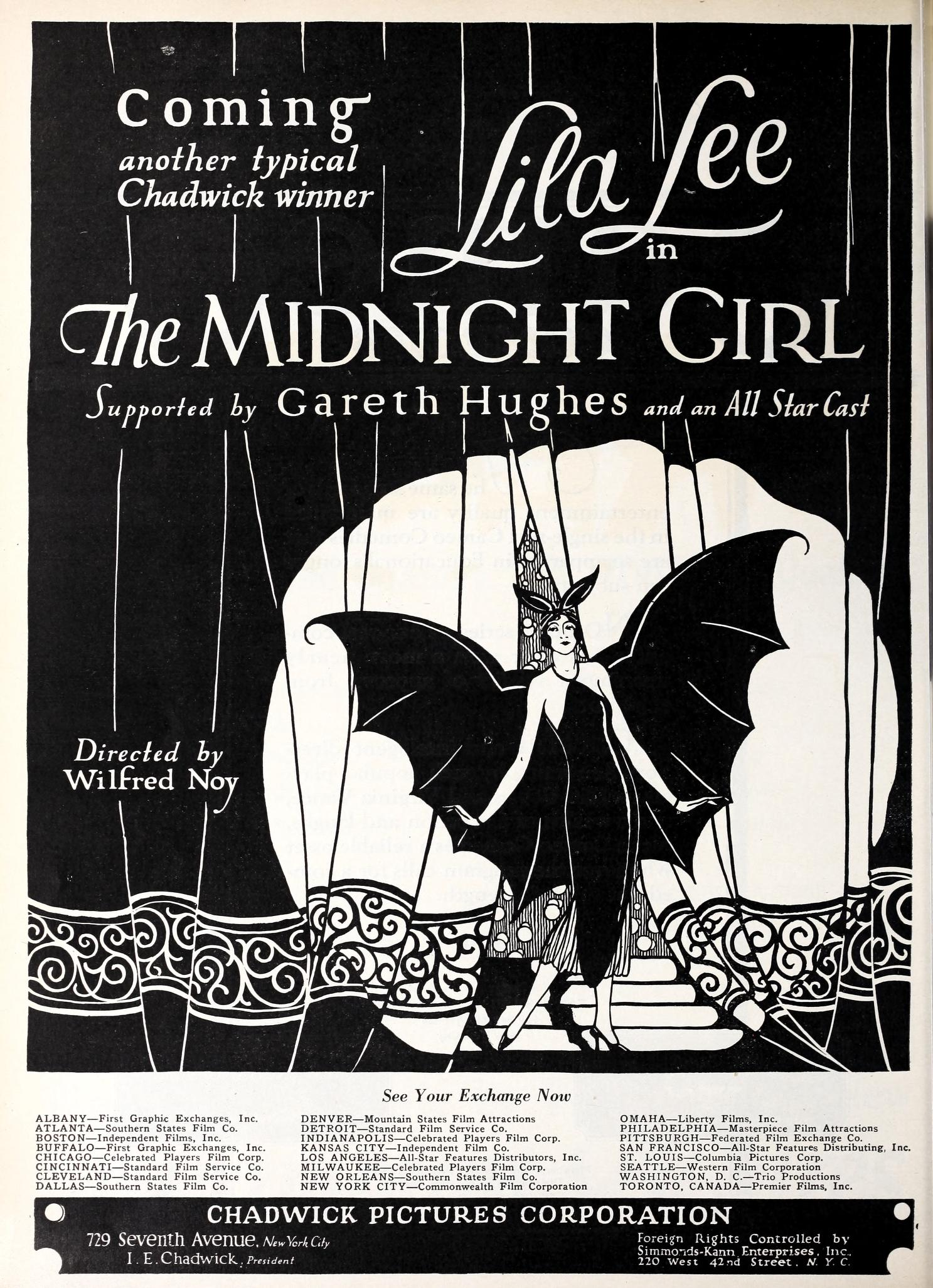
Publicité pour le drame américain The Midnight Girl, (1925).

Pour les articles homonymes, voir The Midnight Girl.
The Midnight Girl est un film américain muet en noir et blanc réalisé par Wilfred Noy sorti en 1925.

## Synopsis
Un patron corrompu qui tombe amoureux de la même fille que son beau-fils.

## Fiche technique
- Titre : The Midnight Girl
- Réalisation : Wilfred Noy
- Scénario : Wilfred Noy adaptation, Jean Conover (adaptation) et Garrett Fort (story)
- Montage : Paul F. Maschke
- Photographie : G. W. Bitzer et Frank Zucker
- Société de production : Chadwick Pictures Corporation
- Date de sortie :  États-Unis : 15 février 1925

## Distribution
- Lila Lee : Anna
- Gareth Hughes : Don Harmon
- Dolores Cassinelli : Nina
- Charlotte Walker : Mme Schuyler
- Béla Lugosi : Nicholas Schuyler
- Ruby Blaine : Natalie Schuyler
- John D. Walsh : Victor
- William Harvey : Nifty Louis
- Sidney Paxton : Joe
- Signor N. Salerno : Manager
- Flora Finch : Propriétaire